# نيان (مقاطعة غيلانغرب)
نيان (بالفارسية: نیان) هي قرية تقع في قسم ويجنان الريفي في إيران. يقدر عدد سكانها بـ 239 نسمة بحسب إحصاء 2016.